# Milovan Vidaković
Milovan Vidaković (født 1780, død 28. oktober 1841) var en serbisk forfatter.
Vidaković regnes for grundlæggeren af den moderne serbiske romandigtning. Hans bekendteste romaner er Usamljenij junoša ("Den ensomme unge helt", 1810) og Ljubomir u Elisijumu (1841). Desuden skrev han episke digte, historiske arbejder, med mere.